# Gevlekte smalboktor
De gevlekte smalboktor of vierbandsmalbok (Leptura quadrifasciata) is een keversoort uit de familie van de boktorren (Cerambycidae). De wetenschappelijke naam van de soort werd voor het eerst geldig gepubliceerd in 1758 door Linnaeus.

## Uiterlijk
De boktor is 11-20 mm groot is zwart van kleur en heeft gele dwarsbanden op de dekschilden. De beharing op het halsschild is grauwgeel. Bij het vrouwtje worden de sprieten lichter aan de top. 